# Episodi di Kate e Allie (seconda stagione)
La seconda stagione della serie televisiva Kate e Allie è stata trasmessa in anteprima negli Stati Uniti d'America dalla CBS tra l'8 ottobre 1984 e il 6 maggio 1985.
| nº | Titolo originale              | Titolo italiano | Prima TV USA     | Prima TV Italia |
| -- | ----------------------------- | --------------- | ---------------- | --------------- |
| 1  | Baby                          |                 | 8 ottobre 1984   |                 |
| 2  | Landlady                      |                 | 15 ottobre 1984  |                 |
| 3  | Diner                         |                 | 22 ottobre 1984  |                 |
| 4  | Lottsa Luck                   |                 | 29 ottobre 1984  |                 |
| 5  | Candidate                     |                 | 5 novembre 1984  |                 |
| 6  | Kate and the Plumber          |                 | 12 novembre 1984 |                 |
| 7  | The Safe Caper                |                 | 19 novembre 1984 |                 |
| 8  | Pirates                       |                 | 26 novembre 1984 |                 |
| 9  | Country Dog                   |                 | 3 dicembre 1984  |                 |
| 10 | Piano Lesson                  |                 | 10 dicembre 1984 |                 |
| 11 | New Year's Eve                |                 | 31 dicembre 1984 |                 |
| 12 | Back to School                |                 | 7 gennaio 1985   |                 |
| 13 | Charles Marries Claire        |                 | 14 gennaio 1985  |                 |
| 14 | If She Goes, I Go             |                 | 4 febbraio 1985  |                 |
| 15 | Rear Window                   |                 | 11 febbraio 1985 |                 |
| 16 | Lovely Rita                   |                 | 18 febbraio 1985 |                 |
| 17 | Sons and Lovers               |                 | 25 febbraio 1985 |                 |
| 18 | Author, Author                |                 | 4 marzo 1985     |                 |
| 19 | Dead Cat                      |                 | 11 marzo 1985    |                 |
| 20 | The Bad Seed                  |                 | 18 marzo 1985    |                 |
| 21 | Goodbye, Plumber              |                 | 8 aprile 1985    |                 |
| 22 | My Dinner with Kate and Allie |                 | 6 maggio 1985    |                 |